# المنتدي الأوربي ڤاخاو

## المنتدى الأوروبي -ڨاخاو

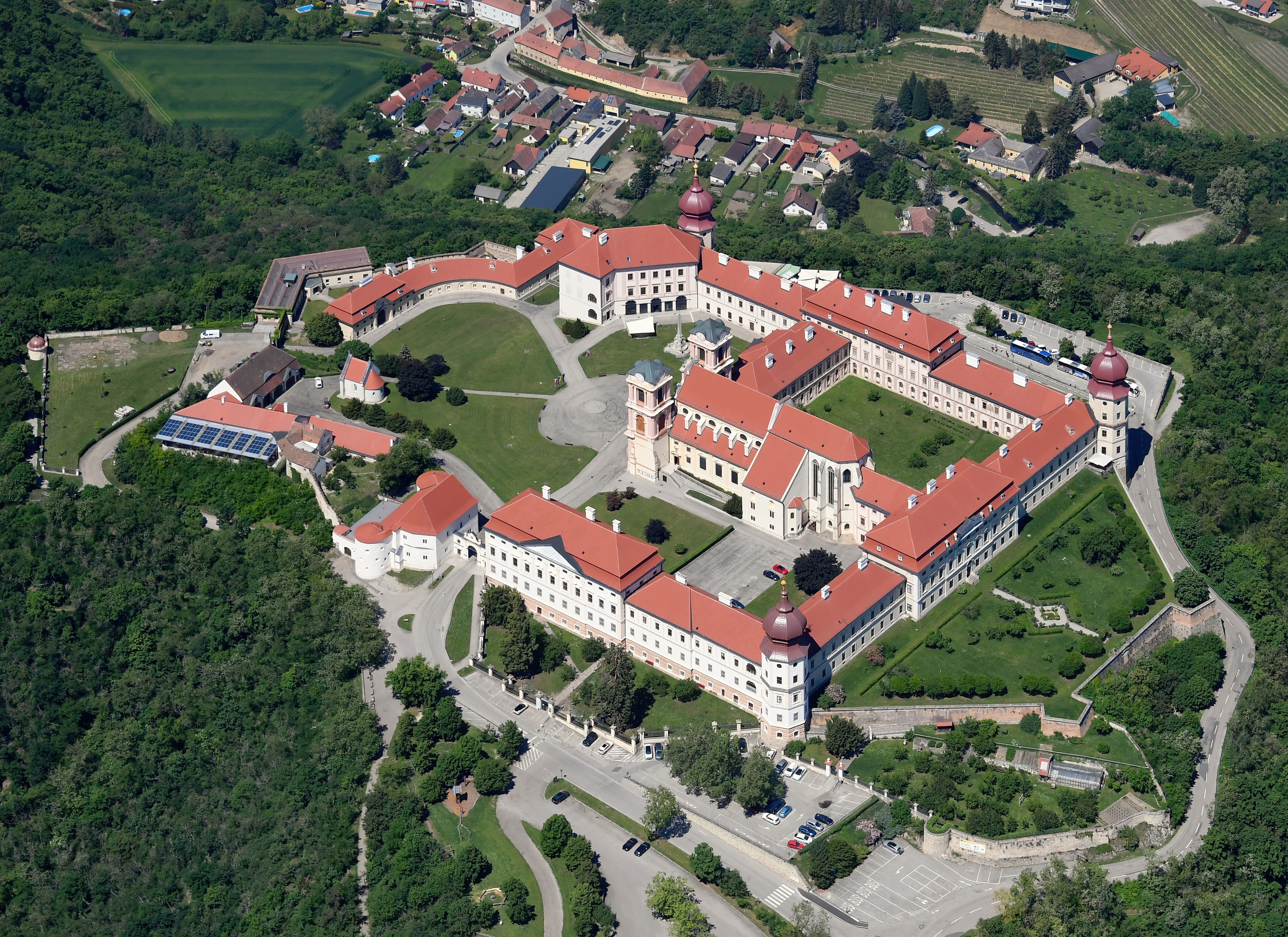
مقر المنتدى في شتيفت جوتڨايج Stift Göttweig في النمسا السفلى

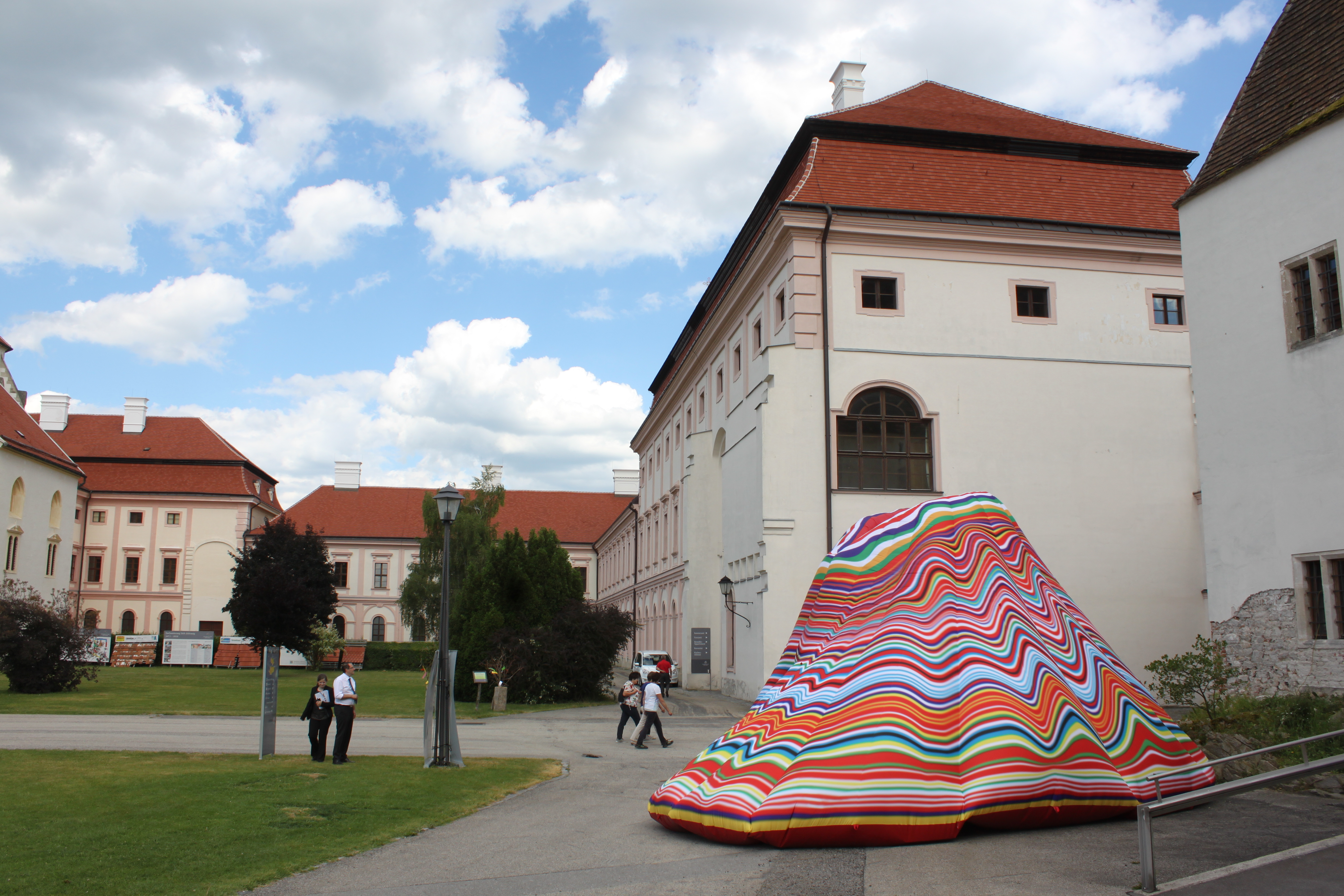
الڤولكان الأوروبي اميكيو من الفنانة ڤاليسكا پيشكي برعاية المنتدى الأوروبي والنمسا السفلى عام 2017

ٱنشأ المنتدى الأوروبي -ڨاخاو في عام 1995 وهو منتدى سياسي ومقره في شتيفت جوتڨايج
```
في فورت باي جوتڨايج في حي كرمز في 
النمسا السفلى
.
```

يقام المؤتمر من قبل نادي ايروبا فوروم ڤاخاو (المنتدى الأوروبي ڤاخاو) بالاشتراك مع الوزارة الاتحادية للشؤون الأوروبية والدولية ومع حكومة المقاطعة للنمسا السفلى. مزيع المنتدى هو بول لندڨاي.
...

## تاريخ
إنشاء المؤتمر عام 1995 تحت اشراف وزير الخارجية الويز موك والمحافظ ارڨين برول. وهو نفس العام الذي انضمت فيه النمسة إلى الاتحاد الأوروبي. وكانت الفكرة وراء أنشأ هذا المنتدى هي تقوية العلاقة بين الشعب وأوروبا أو بمعنى اصح الاتحاد الأوروبي وان يساعد المؤتمر على جلب الافكار الجديدة ويكون محور المحادثة عن الشؤون الأوروبية.
يقام المؤتمر من قبل نادي ايروبا فوروم ڤاخاو (المنتدى الأوروبي ڤاخاو) بالاشتراك مع الوزارة الاتحادية للشؤون الأوروبية والدولية ومع حكومة المقاطعة للنمسا السفلى.
أهم نقطه هي تقدم السياسة الإقليمية في منطقة الدانوب. وسيط الدعاية هو السيد Paul Lendvai.

## الإنشاء والتنظيم
الندوة السنوية لعام 1995 "المنتدى الأوروبي ڤاخاو.تأسست بهدف تعزيز فكرة أوروبا. وكان هذا أيضا بسبب انضمام النمسا للاتحاد الأوروبي بعد استفتاء 12 حزيران 1994. تم اختيار موقع شتيفت جوتڨايج في منطقة ڤاخاو، لتأكيد اهمية السياسة الأوروبية المسيحية من ناحية ومن ناحية أخرى اهمية المواطنين.
الحدث السنوي اللذي تنظمه مقاطعة النمسا السفلى وبلإضافة لذالك المنتدى يعمل عن كثب مع «معهد النمسا للسياسة الأوروبية والامن» فضلا عن المؤسسات
التعلمية، بلإضافة لذلك يدعم المنتدى الأوروبي من مقدمين مثل رايفايزن والغرفة الاقتصادية الاتحادية النمساوية WKO وغيرهم.

## العشر سنوات الأولى 1995-2004
ست سنوات بعد سقوط الستار الحديدي واعادة توحيد أوروبا،  مناقشة المنتدى الأوروبي الأول عام 1995 وُقِعت في دير بنيديكتينر شتيفت جوتڤايج. في العشر سنوات الأولى كان المحافظ ارڨين برول والمستشار الاتحادي السابق ڨولفجانج شوسل بارزين في هذا المنتدى. هذه الأسماء حضرت كل المناقشات من عام 1995 حتى عام 2004.هدف المنتدى هو المساهمة في عملية التكامل الأوروبي.
توسيع الاتحاد الوروبي ليشمل عشر بلدان أخرى عام 2004 قدم النمسا السفلى جغرافيا وسياسيا في مركز الاتحاد الأوروبي. كان من الممكن التخفيض التدريجي للحدود مع البلدان المجاورة، مثل الجمهورية التشيكية وسلوفاكيا. لذلك نظمت مقاطعة النمسا السفلى في 1 ايار 2004 "يوم الثلاثة بلدان مع. الاتحاد الأوروبي الجديد ال 25 كان الموضوع الرئيسي في منتدى أوروبا العاشر في هذه السنة.

## المنتدى الأوروبي في عام 2013 و 2014

### 2013

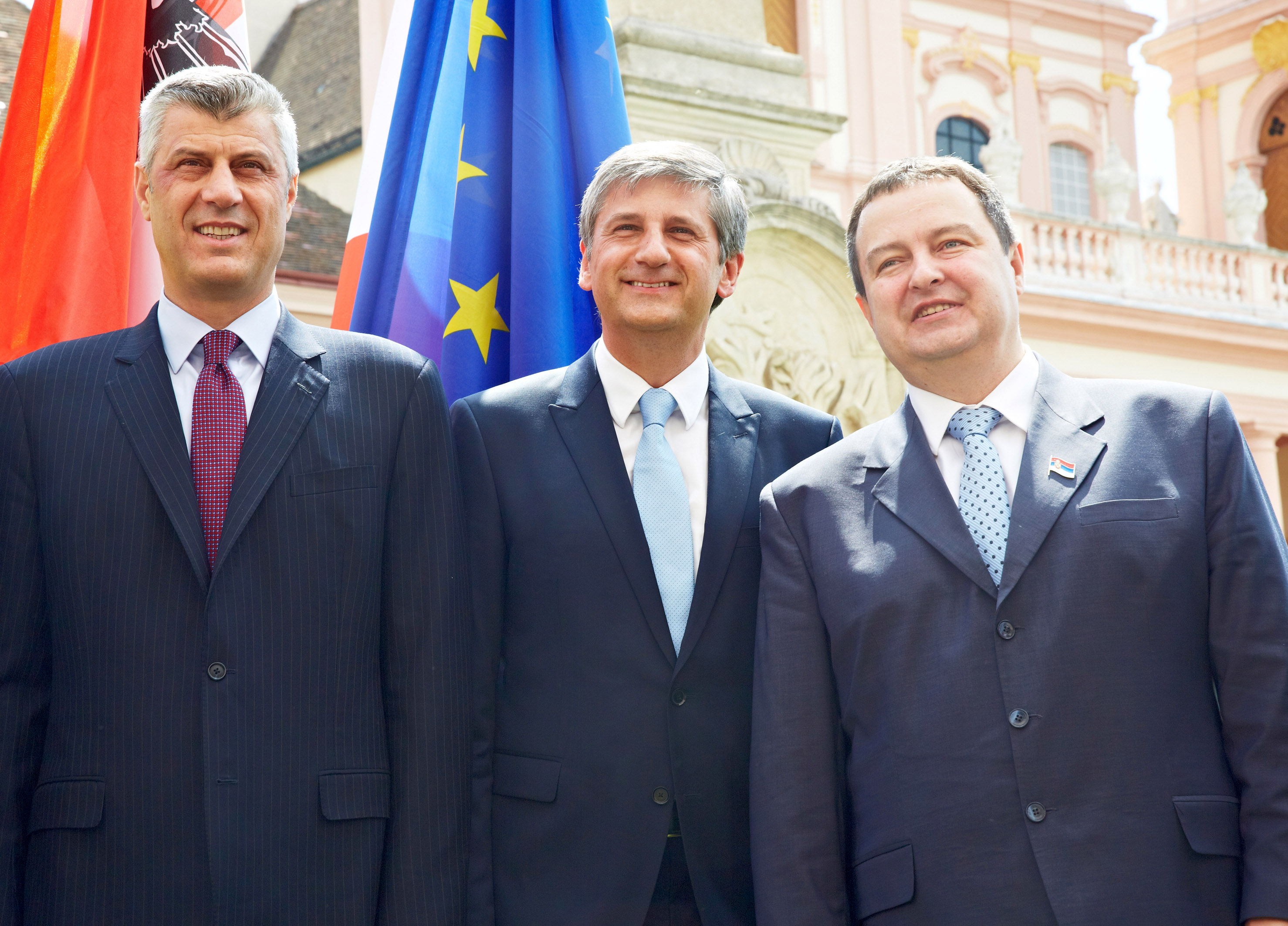
وزير الخارجية مشايل شبيندليجر (وصط) مع رئيس الوزراء اڤيتشا داديتش (سربيا), شمال، وهاشم تاهشي (كوسوفو), يمين.

المنتدى الأوروبي ڤاخاو اقيم في هذا العام في 15-16 يونيو وكان يدور الحديث عن الازمة الأوروبية.
و كان شعار هذه السنة هو «بعد الازمة - بدايات أوروبا جديدة». كان يدور الحوار مع سياسيون من دول البلقان، دول اوربية والنمسة.
و كان أهم لقاء هو اللقاء الشائك بين رؤساء الحكومة السربية والكوسوڤية. وكان وزير الخارجية مشايل شبيندليجر هو المسؤول عن مقابلة اڤيتشا داديتش وهاشم تاهشي وقام بهذه الخطوة بتقديمهم إلى الامام اتجاه الاتحاد الأوروبي.
و كانوا ضيوف الشرف هم ميجيل هيرتس- كيسترانك، يوهانس هان، ارڨين برول، وڤالديس دمبروڨسكيس وٱلقوا في يوم السبت خطاباتهم.

### عام 2014
في 17 و 18 مايو حصل المنتدى الأوروبي فاخاو تحت عنوان «الديمقراطية في أروبا» ولدينا الخيار. في محور النقاش عام 2014و لاسيما النزاع بين أوكرانيا وروسيا وأسئلة حول سياسية الأمن الأوربي.
ومن الناحية الأخرى أستطاع بعضاً من الضيوف المشاهير الفوز، مثل: ايرفين برويل، الفريد كوسين باور، سيباستيان كورس، يهونس هان، مايخئيل شبيند ليكير، ورئيس الوزراء الصربي إلغا قبل مدة قصيرة الزيارة المصرحة للمنتدى الأوروبي بسبب فيضانات المياه في صربيا وناب عنه السفير الصربي بيرو يناكوفيش.

## المنتدى الأوروبي عام 2015

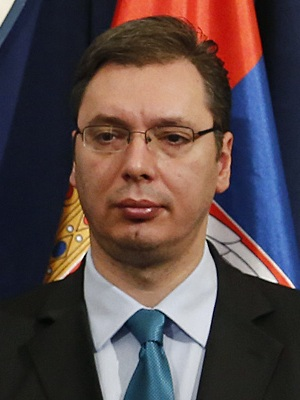
Aleksandar Vučić

موضوع ال 20 للمنتدى الأوروبي تقول «أبعاد أروبا عن حدودها؟» لدور أروبا في العالم.
ومن أهم المتحدثين الرئيسين في هذا الحدث ضمَ وزير الدفاع الجورجية تيتاتين خيداسيل، مفوض الأتحاد الأوروبي يوهانس هان، ورئيس الوزراء الصربي أليكساندر فوسيل وراينهود ميت ليينرين.
```
وفي نهاية الفعالية منح إرفين برول باول ليندفاي «التمثال الفخري سانت ليوبود» تقديراً له، من بداية أن تمت عروض الفعالية.
```

بلأضافة إلى ذلك كانت تمنح للمرة الأولى في أطار هذه الفعالية في الدول الأوربية.

## المنتدى الأوروبي عام 2016
في سنة 2016 تم عقد المنتدى الأوروبي فاخاو من 11 إلى 12 يونيو. كان الخيار هذه المرة تحت عنوان "أروبا في الرخاء، وانقساماً في الأزمات.
كما أدار هذه المرة بول ليند فاي، كان النقاش عن خطر أزمة اللاجئين من القومية والشعوبية ودور أروبا في الأقتصاد.
وكان المدعوون من شخصيات سياسية، أقتصادية، ثقافية وأعلامية، على سبيل المثال: الوزير الخارجية النمساوي سيباستين كورس، المحافظ إيرفين برول، والسفير البلغاري دانيل ميتوف وكثير من الأخرين.

## المنتدى الأوروبي 2017
المنتدى الأوروبي عام 2017 وجد تحت عنوان تقريب الناس في أروبا، 4 مجموعات من العمال كان عندهم هذا الموضوع.
1.الأمن: "الأستراتيجية العالمية للأتحاد الأوروبي: كيف يمكن أن تساعد الأتحاد الأوروبي لتوفير سلامتهم.
2.أقليمي: «أروبا التنوع والتبعية»: إقليمي صنع القرار والموطن الفعَال.
3.أقتصاد: " بين أسيا وأمريكا: كيف القدرة على البقاء مع المناسفة الأوربية.
4.الثقافة:«كل الثقافة»؟ الهجرة، الديمقراطية وسيادة القانون في التوتر.
المحتوى المنتدى الأوروبي فاخاو لهذه الستة 2017 كان لأول مرة يأخذ حيزاً من محاضرة في جامعة فيينا مع الوكي ميديا النمساوية، في خلال الفعالية في غوت فايك يتنافشوا المحتوى على شكل موسوعة ملخصة، من خلال الترجمة للغات أخرى في هذا المنتدى بلأضافة لعرض المعلومات.

## الشباب في المنتدى الأوربي

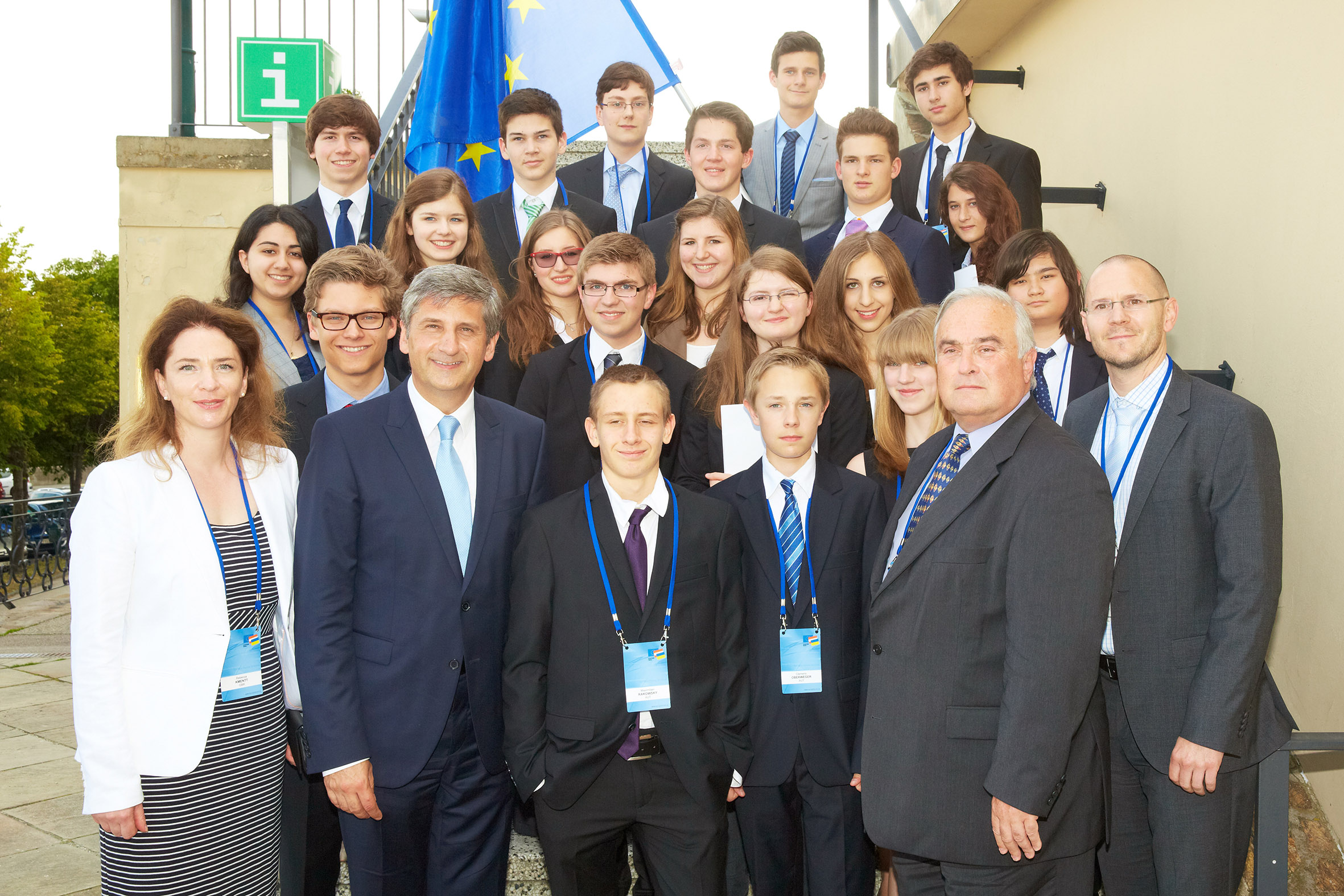
Spindelegger

بمناسبة الذكرى العاشرة للمنتدى الأوروبي فاخاو في عام 2004 كان من يهونا مايكل جوهانا ليتنر، في ذلك الوقت لقب الوزير الإقليمي الذي نظم الشؤون الاجتماعية والعمل والأسرة في النمسا السفلى جلسة عامة للشباب. الذين تتراوح أعمارهم بين 18 و 25 عامًا من جميع الدول الأعضاء 25 ومن الشباب 2025 مدعون للجلسة العامة انهم يريدون تعزيز التزام الشباب حول أوروبا وتشجيع الاتصال الشخصي.
"لوحدنا نكون كلمات، معاً قصيدة. أروبا لاتسمح ان تبقى كلمة.
اروبا يجب ان تكون قصيدة "
إيرفين برول 15 التذكارية للمنتدى الأوروبي فاخاو.
```
طلاب الدراسة العالية سان بيولتن يبحثون المفاهيم الأربعة المختلفة للمنتدى الأوروبي فاخاو، التي هي ذات صلة مع الميديا الأجتماعية والأبعاد والانشطة الصحافية.خلال وبعد الحدث (الفعالية). كان هذا كثير، من خلال الأمكانية الألكترونية، التي تتواصل السفارات المنتدى الأوربي. بعض الأبعاد كانوا مقبولين من المشاريع المنقولة.
```

## مصدر
- Europa-Forum Wachau (Hrsg.): 5 Jahre Europa-Forum Wachau. 1995 bis 1999. Redaktion: Mag. Brigitte Karner, 1999
- Europa-Forum Wachau (Hrsg.): Jubiläumsfestschrift Europa-Forum Wachau. 10. Europa-Forum Wachau. Schwerpunkte, Diskussionsbeiträge und Zitate aus den Jahren 1999 bis 2003. Redaktion: Mag. Brigitte Karner, 2004
- Europa-Forum Wachau (Hrsg.): Jubiläumsfestschrift 15. Europa-Forum Wachau. Schwerpunkte, Diskussionsbeiträge und Bilddokumente aus den Jahren 2004 bis 2009. Wissenschaftliche Beratung und Erstellung des Festschrift-Textes: AIES - Austria Institut für Europa- und Sicherheitspolitik, Maria Enzersdorf 2010

## روابط
- www.europaforum.at, offizielle Webpräsenz des Europa-Forums Wachau
- Göttweiger Erklärung aus dem Jahr 2010 (PDF; 59 kB)